# Markus Grimm (Schauspieler)
Markus Nikolaus Grimm (* 15. Dezember 1967 in Mannheim; Pseudonym: Der Grimm)
ist ein deutscher Schauspieler, Rezitator und Autor.

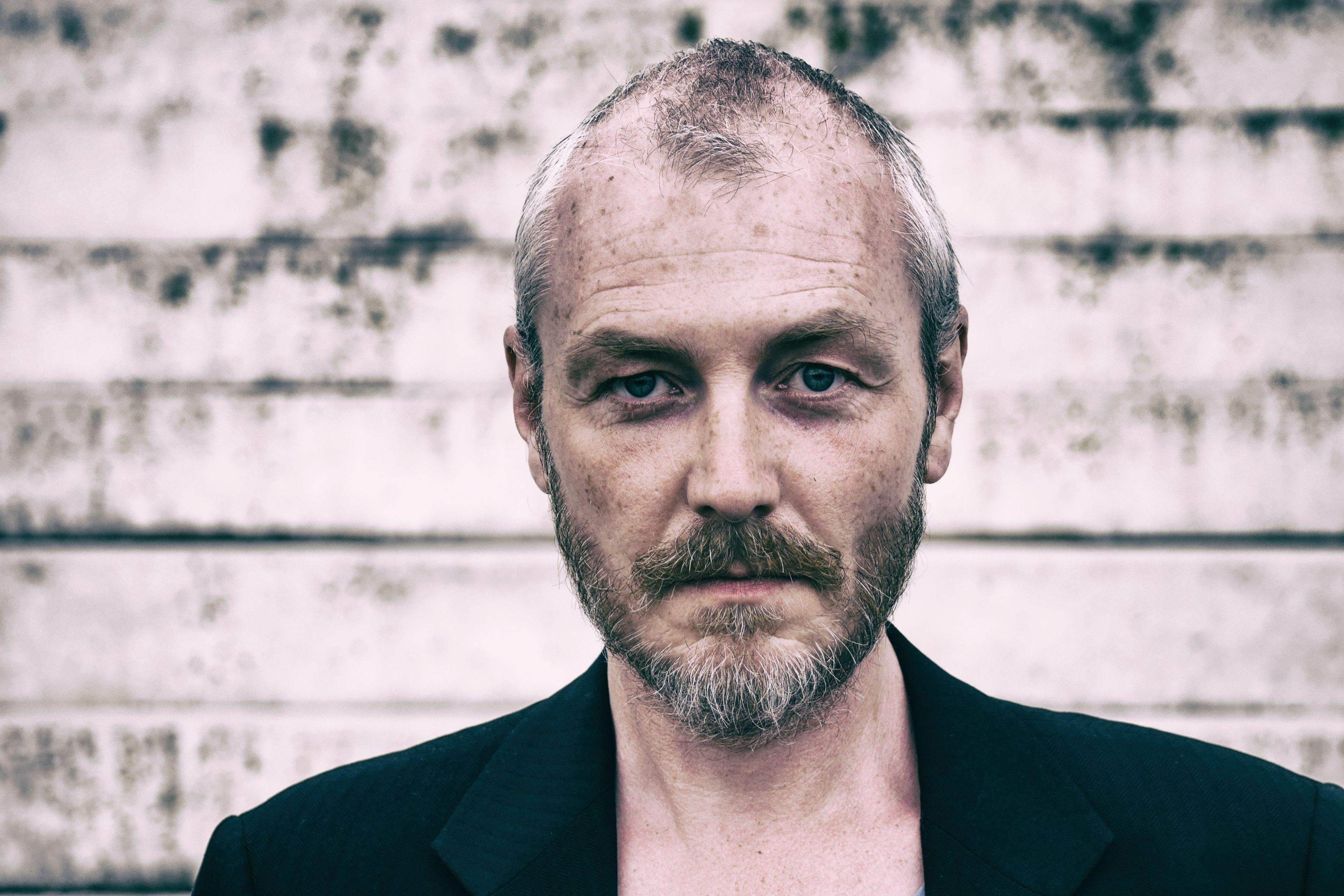
Markus Grimm, 2017

## Leben

### Herkunft und Ausbildung
Nach dem Abitur an einem humanistischen Gymnasium in Mannheim trat Grimm im November 1987 in Freiburg im Breisgau ins katholische Priesterseminar ein, wo er sechs Semester lang Theologie studierte. Im Seminar kam Grimm zum ersten Mal als Schauspieler mit dem Theater in Berührung.
Im Februar 1991 wechselte er nach Würzburg. Nach dem Zivildienst setzte er dort das Theologiestudium fort, studierte parallel einige Semester lang Psychologie und schloss das Theologiestudium 1994 mit dem Diplom ab. 1998 promovierte er im Fach „Altes Testament“. Während dieser Zeit arbeitete er an der Universität Würzburg als Wissenschaftlicher Mitarbeiter und Assistent.
Seit 2022 bewohnt er als Stadtschreiber einen alten Wehrturm in Sommerhausen am Main.
Grimm ist seit 1998 verheiratet und Vater von drei erwachsenen Kindern.

### Künstlerischer Werdegang
Seit dem ersten Theaterkontakt stand Grimm regelmäßig auf verschiedenen Bühnen (z. B. Werkstattbühne, Theater Chambinzky, Mainfrankentheater Würzburg). Das Schauspielen erlernte er bei unterschiedlichen Regisseuren (z. B. bei Hans-Günter Butzko und Dietrich Hollinderbäumer). Er hat nie eine Schauspielschule besucht, ist aber nach eigenen Angaben maßgeblich von der Schauspieltheorie und -praxis Michael Tschechows beeinflusst.
2004 machte Grimm sich als Solokünstler selbständig. Seine Stoffe entstammten zunächst der klassischen Literatur. Bald kamen Bearbeitungen historischer Personen hinzu. Dabei entwickelte Grimm eine eigene Form des solistischen Erzähltheaters, das Elemente von Schauspiel, Improvisation und Pantomime miteinander verbindet und durch Reduktion, Intimität und Authentizität gekennzeichnet ist.
Im März 2010 brachte Grimm im Mainfrankentheater eine eigene dramatische, multimediale Bearbeitung des Romans Vergeltung von Gert Ledig zur Aufführung.
Grimm arbeitet außerdem als Sprecher für verschiedene Hörbuchverlage sowie als Kreativcoach zu den Themen Authentizität, Sprache und Präsenz. Darüber hinaus ist er als Regisseur tätig und tritt immer wieder in künstlerischen Kooperationen in Erscheinung, zusammen mit bildenden Künstlern, Schauspielern oder Musikern.

## Bühnenprogramme

### Literarisch-historisches Erzähltheater
(in Auswahl)
- Charles Dickens: Ein Weihnachtsmärchen (erstmals 2003)
- Robert Louis Stevenson: Jekyll und Hyde (erstmals 2004)
- Markus Grimm: Riemenschneider (erstmals 2005)
- Herman Melville: Moby Dick (2005 bis 2006)
- Markus Grimm: Schiller, wiedergetroffen (2006)
- Mark Twain: Die Eine-Million-Pfund-Note (erstmals 2006)
- Markus Grimm: Mozart (2007)
- Johann Wolfgang Goethe: Werther (2007 bis 2010)
- Markus Grimm: Balthasar Neumann, Architekt der Ewigkeit (2011/12)
- Markus Grimm: Die Brüder Grimm (erstmals 2013)
- Markus Grimm: Wein, Geist und Geschichte. Markus Grimm begegnet ... (2014)
- Markus Grimm: Der Besuch des Kaisers. Kaiser Franz I. in Heusenstamm (2014)
- Markus Grimm: Heimat – Die Geschichte vom Schulmeister und seinem Sohn (2015)

### Solo-Theater
- Markus Grimm: Gottes geliebte Narren. Hast du genug gelebt, um heute zu sterben? (2008 bis 2010)

### Satire
- Markus Grimm: Deutschland – Die Rückkehr der Superhelden (2011/2012)

## Veröffentlichungen
- Dies Leben ist der Tod – Vergänglichkeit in den Reden Ijobs. (= Diss.) EOS, St. Ottilien 1999, ISBN 3-88096-562-5.
- Balthasar Neumann, Architekt der Ewigkeit. Sein Leben, seine Vision. Roman, Echter, Würzburg 2011, ISBN 978-3-429-03451-1.
- Balthasar Neumann, Architekt der Ewigkeit. Sein Leben, seine Vision. Hörbuch, Echter, Würzburg 2011, ISBN 978-3-429-03464-1.
- Der Meister und Maria. Tilman Riemenschneider und die Rosenkranzmadonna, in: Lebensart genießen in und um Würzburg. Selekt, Bamberg 2012, ISBN 978-3-981-37993-8.
- Wein, Geist und Geschichte. Markus Grimm begegnet Tilman Riemenschneider, Balthasar Neumann, Jacob und Wilhelm Grimm. Hörbuch, Echter, Würzburg 2013, ISBN 978-3-429-03671-3.
- Der Besuch des Kaisers. Kaiser Franz I. in Heusenstamm. Grimms Welt/Stadt Heusenstamm/Echter, Würzburg 2013.
- Heimat – Die Geschichte vom Schulmeister und seinem Sohn. Roman nach K. H. Caspari, ArtCon, Sommerhausen 2014, ISBN 978-3-00-047951-9.
- Der Friede von Eisingen. ArtCon, Sommerhausen 2016, ISBN 978-3-00-052797-5.
- Der Schmied von Ochsenfurt. ArtCon, Sommerhausen 2016, ISBN 978-3-00-054565-8.
- Wo bitte geht’s zum Leben? Die Erfahrung des Absoluten und die Kraft der Kunst. Echter, Würzburg 2016, ISBN 978-3-429-03940-0.
- Seelenfreundschaft. ArtCon, Sommerhausen 2017, ISBN 978-3-00-058629-3.
- Abdulmesih und der liebe Gott. Echter, Würzburg 2019, ISBN 978-3-429-04473-2.
- Ferdinand Graf von Zeppelin. ArtCon, Sommerhausen 2019, ISBN 978-3-00-062301-1.
- Dorothea von Rieneck. ArtCon, Sommerhausen 2020, ISBN 978-3-00-065116-8.
- Vom Suchen und Finden der Freiheit – Franz Daniel Pastorius: das Leben eines Aussteigers. ArtCon, Sommerhausen 2021, ISBN 978-3-00-070110-8.
- Ruf nach Freiheit. Menschen in der Revolution von 1848. ArtCon, Sommerhausen 2023, ISBN 978-3000-76056-3.
- Rothenburg ob der Tauber. Eine Stadt erzählt ihre Geschichte. ArtCon, Sommerhausen 2023, ISBN 978-3000-76057-0.
- Die Stille im Auge des Sturms. Ein Bauernkriegsroman. ArtCon, Sommerhausen 2024, ISBN 978-3-00-080127-3.

## Auszeichnungen
- 2007: Würzburger Kulturförderpreis
- 2009: Sprachbewahrerpreis des Vereins Deutsche Sprache